# 김병교
김병교(金炳喬, 1801년 ~ 1876년)는 조선 후기의 문신으로 이조판서, 산실청권초관, 안태사 등을 지냈다. 자는 공기(公器). 본관은 (신)안동(安東)이다.
1851년 사마시에 입격하여 진사가 되었으며, 1852년 식년문과에 갑과로 급제하였다. 그 뒤 여러 벼슬을 거쳐 사헌부지평(社憲府持平)이 되었다. 그 뒤 당상관이 되고 거듭 승진하여 1853년 이조참판에 특진되었다. 이후 수원부유수․대사성(大司成)을 거쳐, 1856년 전라도관찰사로 부임하였다. 1857년부터 형조판서, 예조판서, 한성부판윤, 58년 사헌부대사헌, 우참찬(右參贊)을 지내고, 대호군(大護軍)으로 재임 중 왕실의 출산을 주관하는 산실청권초관(産室廳捲草官), 안태사(安胎使) 등을 겸임하였다.
62년 이조판서,좌참찬,공조판서를 거쳐 이듬해 한성부판윤에 재임되었으나, 1863년 12월 철종이 승하하고 고종이 즉위하여 흥선대원군이 집권하자 사임하였다. 그러나 1864년 다시 부름을 받아 형조판서가 되고, 68년 이조판서에 임명되었다. 그 뒤 공조판서, 형조판서, 판의금부사, 상호군 등을 지냈다.

## 가족 관계
- 고조부 : 김성행(金省行)
  - 증조부 : 김이장(金履長)
    - 할아버지 : 김태순(金泰淳)
      - 아버지 : 김교근(金敎根)
      - 어머니 : 오재선(吳載選)의 딸
        - 부인 : 한산 이씨
          - 장남 : 김명균(金命均)
            - 손자 : 김학진(金鶴鎭)